# Jaro Fürth
Jaro Fürth född 21 april 1877 i Prag, död 12 november 1945 i Wien, var en tysk skådespelare.

## Filmografi (urval)
- 1934 – Kleine Mutti
- 1933 – Sonnenstrahl
- 1931 – Rango
- 1930 – Polizeispionin 77
- 1929 – Napoleon auf St. Helena
- 1927 – Förseglade läppar
- 1925 – Den glädjelösa gatan